# Polentransport 1981

J. Beuys, Polentransport 1981 (fot. z archiwum Muzeum Sztuki w Łodzi)

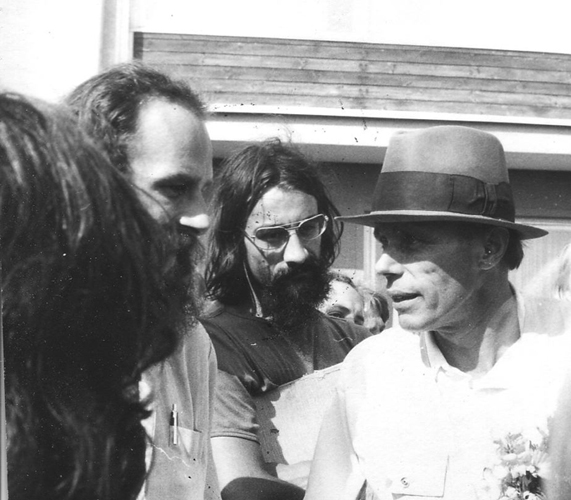
Joseph Beuys

Polentransport 1981 – akcja niemieckiego artysty Josepha Beuysa, który w 1981 roku, w 50. rocznicę udostępnienia publiczności Międzynarodowej Kolekcji Sztuki Nowoczesnej grupy „a.r.” podarował Muzeum Sztuki w Łodzi około tysiąca swoich prac.
W sierpniu 1981 roku, w 50-lecie istnienia Muzeum Sztuki w Łodzi, Beuys razem z żoną Evą, córką Jessyką i asystentem-kierowcą przyjechał furgonetką do Łodzi, by przekazać Muzeum Sztuki kolekcję swoich dzieł. Dar obejmował 300 rysunków ołówkiem, na których znajdują się zapiski, znaki, diagramy i hasła, około 200 prac graficznych – akwafor, akwatint, litografii i dzieł wykonanych w technice offsetu – prezentujących osiągnięcia Beuysa w latach 1950–1980 i dokumentację fotograficzną akcji artysty, jego realizacji przestrzennych typu environment i rzeźb.
Całość donacji prezentowała społeczną, edukacyjną i ekologiczną działalność Beuysa, a jednocześnie „była gestem symbolicznym kwestionującym podział świata”, artysta bowiem negował zarówno kapitalizm, jak i realny socjalizm, uważając, że należy szukać „trzeciej drogi”, którą dostrzegał w ideałach ówczesnej Solidarności. W czasie stanu wojennego komisarz wojskowy muzeum nakazał usunąć prace Beuysa z ekspozycji.
Wystawa „Polentransport” została zaprezentowana m.in. w galeriach Krzysztofory w Krakowie, Foksal w Warszawie, w Budapeszcie, Tokio, Lyonie, Mediolanie, Berlinie, Turynie oraz na II Biennale d’art contemporain w Lyonie.